# Вигелзув (Малопольське воєводство)
Вигелзув (пол. Wygiełzów) — село в Польщі, у гміні Бабиці Хшановського повіту Малопольського воєводства.
Населення — 742 особи (2011).
У 1975-1998 роках село належало до Катовицького воєводства.

## Демографія
Демографічна структура станом на 31 березня 2011 року:
|          | Загалом | Допрацездатний вік | Працездатний вік | Постпрацездатний вік |
| -------- | ------- | ------------------ | ---------------- | -------------------- |
| Чоловіки | 353     | 61                 | 249              | 43                   |
| Жінки    | 389     | 85                 | 222              | 82                   |
| Разом    | 742     | 146                | 471              | 125                  |